# Surgery (Band)
Surgery war eine US-amerikanische Alternative- und Noise-Rock-Band aus New York City, New York, die im Jahr 1987 gegründet wurde und sich 1995 auflöste.

## Geschichte
Die Band wurde im Jahr 1987 von dem Sänger Sean McDonnell, dem Gitarristen Scott Kleber, dem Bassisten John Lachapelle und dem Schlagzeuger John Leamy an der Syracuse University gegründet. Nachdem die Gruppe einen Vertrag bei Amphetamine Reptile Records unterzeichnet hatte, erschien hierüber im Jahr 1990 das Debütalbum Nationwide. Im Jahr 1992 ging die Band zusammen mit Helmet (Band) auf Tour durch Großbritannien. 1993 folgte die EP The Trim, 9th Ward High Roller, ehe die Gruppe zu Atlantic Records wechselte und hierüber 1994 das zweite Album unter dem Namen Shimmer publizierte. Off the A-List, ein Lied dieses Albums, wurde daraufhin mehrfach auf MTV gespielt. Im Jahr 1994 spielte die Band zusammen mit Fudge Tunnel in London. Am 18. Januar 1995 verstarb Sänger Sean McDonnell an den Komplikationen eines Asthmaanfalls. Die verbliebenen Mitglieder entschieden sich daraufhin das Bandprojekt nicht mehr fortzuführen.

## Stil
Stefan Gaffory vom Ox-Fanzine ordnete in einem Artikel über Noise-Rock die Band diesem Genre zu. Victor W. Valdivia von Allmusic ordnete die Band auf Nationwide ebenfalls dem Noise-Rock zu, wobei sie dem Hard Rock sehr nahe komme, da man Einflüsse von Bands wie den Rolling Stones und auch Southern-Rock-Einflüsse heraushören könne. Zudem könne man in verschiedenen Liedern vereinzelt Einflüsse aus Sleaze Rock und Bluesrock heraushören. Alex Henderson von Allmusic ordnete die Band in seiner Rezension zu Shimmer dem Alternative Rock zu. Gelegentlich würden zudem Einflüsse aus Hard Rock und Punk verarbeitet werden.

## Diskografie
- 1989: Souleater (EP, Circuit Records)
- 1989: Not Going Down / Blow Her Face (Single, Amphetamine Reptile Records)
- 1990: Feedback / Fried  (Single, Amphetamine Reptile Records)
- 1990: Nationwide (Album, Amphetamine Reptile Records)
- 1992: Little Debbie (EP, Amphetamine Reptile Records)
- 1993: Trim, 9th Ward High Roller (EP, Amphetamine Reptile Records)
- 1994: D-Nice (Single, Atlantic Records)
- 1994: Shimmer (Album, Atlantic Records)